# 947-й зенітний артилерійський полк (СРСР)
947-й зенітний артилерійський полк (947 зенап, в/ч 10880) — військова частина Збройних сил Радянського Союзу, що забезпечувала протиповітряну оборону танкової дивізії. Дислокувався до моменту розформування в місті Сміла.
2075-й зенітний артилерійський полк (2075 зенап, в/ч 10880) в складі: 49 офіцерів, 349 сержантів та солдат, 13-ти 57-мм гармат, 34 автомобілів з 112-ї гвардійської стрілецької дивізії Київського військового округу був переданий[коли?] до складу 41-ї гвардійської танкової дивізії в результаті обміну між дивізіями частинами ППО. Так в свою чергу на місце полку в 112 гв. тд був переведений 622-й зенітний артилерійський дивізіон.
В 1960 році був розформований навчальний взвод.
В зв'язку з переходом на нові штати полк в 1961 році був переформований в 924 окремий зенітний артилерійський дивізіон, на штат 10/55. 